# Rocco Rodio
Rocco Rodio (né à Bari vers 1530 – mort après 1615) est un compositeur et un théoricien de la musique italien de l'école napolitaine.

## Biographie
Camillo Maffei le décrit dans une lettre datant de 1563, comme un maître célèbre, tandis que Scipione Cerreto, dans son  traité Prattica musica en 1601, le mentionne comme l'un des compositeurs les plus célèbres de son temps, habitant Naples.
Les historiens ne s'accordent pas sur ses origines et certains affirment que son origine est slave, et sa ville natale serait Bar.
Lui-même, dans la dédicace à Auguste de Pologne de l'œuvre Missarum decem liber primus, prétend être un « Barensis humilis vassalus ».
Il est donc probablement né à Bari et a apparemment mené une vie cosmopolite, travaillant à un certain moment à la cour de Pologne, pour par la suite s'installer à Naples. Populaire parmi ses collègues, Rodio était un membre de l'académie de Carlo Gesualdo à Naples. Il a organisé une Camerata di Propaganda per l'Affinamento del Gusto Musicale  avec d'autres musiciens napolitains, et a également probablement cultivé des relations avec compositeurs des polonais et espagnols.
L'œuvre de Rodio, à la fois dans le domaine de la musique et dans la théorie de la musique, était progressiste pour l'époque et montre un compositeur compétent. Son traité Regole di musica a largement été diffusé en Italie et à l'extérieur de ses frontières. Le Libro primo di Ricercate de Rodio (1575) est la première pièce de musique pour le clavier dont nous ayons la partition. Il contient cinq ricercares et quatre fantaisies, tous marqués par un langage harmonique très personnel. Cette partition imprimée, de même que l'Intavolatura de la cimbalo d'Antonio Valente, représentent les premiers travaux de l'école dite de Naples, dont font partie les compositeurs ultérieurs importants comme Ascanio Maione et Giovanni Maria Trabaci.

## Liste des œuvres

### Musique
- Missarum décem liber primus, messes pour 4-6 voix (Rome, 1562)
- Libro primo di Ricercate, œuvres pour clavier (Naples, 1575)
- Il secondo libro di Madrigali, madrigaux pour 4 voix (Venise, 1587)
- Duetti (1589) , perdu
- Il primo libro di Madrigali, perdu
- Canzonas, motets et autres pièces de copies manuscrites

#### Partitions imprimés
- (it + la + it) Aeri Racolti insieme con altri bellissimi aggionti di diversi dove si cantano Sonetti Stanze e Terze Rime. Nuovamente ristampati, Naples, Giuseppe Cacchio dell'Aquila, 1577 (Musique de Fabrizio Dentice, S. Delle Palle, Tarquinio Del Pezzo, P. De Ysis, Francesco Menta (ca.1540), Rocco Rodio).

### Écrits
- Regole di musica di Rocco Rodio sotto brevissime Risposte annonce alcuni dubij propostigli da non Cavaliero, intorno alle Varie opinioni de contrapontisti con la dimostratione de tutti i canonique sopra canto fermo (Naples , 1600)

## Sources
- (it) Cet article est partiellement ou en totalité issu de l’article de Wikipédia en italien intitulé « Rocco Rodio » (voir la liste des auteurs).